# Témoin à charge (film, 1957)
Pour les articles homonymes, voir Témoin à charge.
Pour plus de détails, voir Fiche technique et Distribution.
Témoin à charge (Witness for the Prosecution) est un film de procès américain de Billy Wilder, sorti en 1957. Il est adapté de la pièce de théâtre Témoin à charge d'Agatha Christie, elle-même adaptée de la nouvelle Témoin à charge.

## Synopsis
Sir Wilfrid, un avocat brillant et expérimenté, spécialiste des causes perdues, sort d'un séjour prolongé à l'hôpital et doit, pour des raisons de santé, renoncer à s'occuper d'affaires criminelles trop stimulantes. C'est à ce moment que Leonard Vole, accusé du meurtre de madame French, vient lui demander son aide. Bien que l'affaire paraisse passionnante, Sir Wilfrid refuse de s'en occuper pour préserver sa santé et conseille un autre avocat, Brogan-Moore, un de ses anciens élèves. Après le départ de Leonard Vole du bureau de Wilfrid, Christine Vole, la femme de Leonard, fait son apparition. Elle est son seul alibi pour le soir du meurtre. Son attitude très froide et désinvolte, ainsi que son rôle crucial dans l'affaire, font changer Wilfrid d'avis, qui décide malgré les recommandations des médecins de s'occuper de cette affaire qui le fascine.
Pensant qu'elle pourrait desservir son client, Wilfrid décide de ne pas faire témoigner Christine au procès, mais c'est l'accusation qui la fait témoigner. Elle explique alors qu'elle a menti aux policiers lors de son audition pour protéger son mari, et donne des éléments qui l'accablent. À la suite de ces révélations, tout semble perdu pour Leonard, mais la veille du dernier jour du procès, une femme mystérieuse contacte Wilfrid pour lui remettre des lettres écrites par Christine pour son amant, Max. Elle explique dans une lettre notamment que si elle revient sur l'alibi qu'elle a donné aux policiers, alors elle pourrait être débarrassée de son mari Leonard.
Le lendemain, Sir Wilfrid expose la lettre, Christine fond en larmes et avoue s'être parjurée pour que son mari soit condamné. Le jury délibère, et déclare Leonard non coupable. Une fois la salle vide, Christine se retrouve seule avec l'avocat, et avoue l'avoir manipulé : elle a écrit les lettres récemment, et c'est elle, déguisée, qui lui a remis les lettres la veille. C'était un stratagème pour que l'alibi qu'elle fournissait à son mari soit crédible. Elle estime qu'il est préférable qu'elle soit poursuivie pour parjure plutôt que son mari soit jugé pour meurtre. Leonard arrive à son tour dans la salle, et confesse le meurtre. À la surprise de Christine, froidement, cruellement, il lui annonce son départ en voyage avec une maitresse. Désespérée et pleine de  rage, elle voit alors un couteau sur lequel Sir Wilfrid fait innocemment jouer le reflet de son monocle, s'en empare et tue Vole.
Sir Wilfrid, choqué d'avoir été roulé et par le cynisme de Vole, scandalisé d'avoir involontairement fait acquitter un coupable et touché par l'esprit de sacrifice de Christine, change alors d'humeur devant cette sorte de justice immanente et déclare renoncer à son repos pour défendre cette dernière. Il est vrai que pendant le procès il avait été troublé par l'enchaînement des faits menant à l'acquittement : « C'est trop parfait » avait-il lancé à un moment.

## Fiche technique
- Titre original : Witness for the Prosecution
- Titre français : Témoin à charge
- Réalisation : Billy Wilder
- Scénario : Billy Wilder, Harry Kurnitz et Larry Marcus, d'après la pièce Témoin à charge (1953) d'Agatha Christie, elle-même adaptée de la nouvelle Témoin à charge (1925)
- Direction artistique : Alexandre Trauner
- Costumes : Edith Head pour les costumes de Marlène Dietrich
- Photographie : Russell Harlan
- Montage : Daniel Mandell
- Musique : Matty Malneck
- Production : Arthur Hornblow Jr.
- Production déléguée : Edward Small
- Société de production : Edward Small Productions
- Société de distribution : United Artists
- Budget : 3 000 000 $ (estimation)
- Pays d'origine : États-Unis
- Langue : anglais
- Format : noir et blanc - 35 mm - 1,66:1 - son mono (Westrex Recording System)
- Genre : film policier
- Durée : 116 minutes
- Dates de sortie :
  - États-Unis : 17 décembre 1957 (première à Los Angeles), 6 février 1958 (sortie nationale)
  - France : 19 février 1958

## Distribution
- Charles Laughton (VF : Jean Toulout) : sir Wilfrid Robarts
- Tyrone Power (VF : Roger Rudel) : Leonard Vole
- Marlene Dietrich (VF : Lita Recio) : Christine Vole Helm
- Elsa Lanchester (VF : Camille Fournier) : miss Plimsoll
- John Williams (VF : Roger Tréville) : Brogan-Moore
- Henry Daniell (VF : Jean Martinelli) : Mayhew
- Ian Wolfe : Carter
- Una O'Connor (VF : Gabrielle Fontan) : Janet McKenzie
- Torin Thatcher : monsieur Myers
- Francis Compton (VF : Pierre Morin) : Le juge
- Norma Varden : madame French
- Philip Tonge : l'inspecteur Hearne
- Ruta Lee (VF : Marie Dubois) : Diana
- Molly Roden : miss Mottuah

## Production
En 1957, United Artists acquiert les droits d'adaptation de la pièce Témoin à charge et de la nouvelle éponyme pour la somme record de 116 000 £. Le producteur Arthur Hornblow Jr. confie la réalisation à Billy Wilder. La distribution est composée de vedettes telles que l'actrice Marlene Dietrich ou Charles Laughton, qui retrouve l'univers d'Agatha Christie après avoir joué Hercule Poirot sur les planches dans la pièce Alibi.

## Accueil
Le film est un succès : il rapporte 3,75 millions de dollars dès la première année. Le film est nommé à six reprises aux Oscars et à cinq aux Golden Globes.
La revue Films in Review de 1958 écrit : « Marlene Dietrich prouve qu'elle peut jouer des rôles dramatiques et qu'elle est une éclatante chanteuse à succès. »
Le critique du New York Herald écrit : « Miss Dietrich est une capiteuse sirène, tellement indéchiffrable que même Laughton s'écrie : "Qu'est-ce qu'elle trame ? Quel jeu joue-t-elle ?" »
Le film est classé 83e dans le top 250 de l'Internet Movie Database. Il fait aussi partie de l'AFI's 10 Top 10 dans la catégorie Films de procès.

## Distinctions

### Récompenses
- Golden Globes 1958 :
  - Meilleure actrice dans un second rôle pour Elsa Lanchester

### Nominations
- Oscars 1958 :
  - Meilleur film
  - Meilleur réalisateur pour Billy Wilder
  - Meilleur acteur pour Charles Laughton
  - Meilleure actrice dans un second rôle pour Elsa Lanchester
  - Meilleur son pour Gordon Sawyer
  - Meilleur montage pour Daniel Mandell

- Golden Globes 1958 :
  - Meilleur film dramatique
  - Meilleur réalisateur pour Billy Wilder
  - Meilleur acteur dans un film dramatique pour Charles Laughton
  - Meilleure actrice dans un film dramatique pour Marlene Dietrich

- BAFTA 1959 : 
  - Meilleur acteur étranger pour Charles Laughton

## Autour du film
- Le rôle de Leonard Vole était initialement prévu pour Roger Moore[5].
- La fin du film est fidèle à la représentation théâtrale d'Agatha Christie de 1953, mais différente de la version publiée en nouvelle en 1933. Dans cette dernière, Agatha Christie finissait en laissant un coupable innocenté à tort, une fin qui ne satisfaisait pas son auteur et qui fut remaniée pour la pièce.
- Il s'agit du troisième film de Billy Wilder réalisé et sorti au cours de l'année 1957.